# 博美特郡

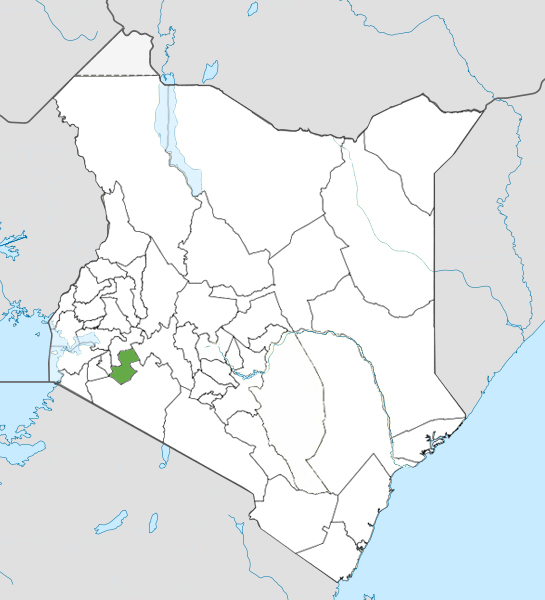

博美特郡，是肯尼亞的一個郡，位於該國西部，由裂谷省負責管轄，首府設於博美特，始建於2013年3月4日，面積2,037.4平方公里，海拔高度1,962米，2009年人口782,531，人口密度每平方公里384.08人。